# Magomed Kurbanov (calciatore)
Magomed Arsenovič Kurbanov (in russo Магомед Арсенович Курбанов?; in azero Məhəmməd Qurbanov; Krasnodon, 11 aprile 1992) è un ex calciatore russo naturalizzato azero, di ruolo attaccante.

## Carriera

### Club
Ha giocato nella massima serie russa ed in quella azera.

### Nazionale
Nel 2015 ha giocato tre partite con la nazionale azera.

## Statistiche

### Cronologia presenze e reti in nazionale
| Cronologia completa delle presenze e delle reti in nazionale ― Azerbaigian | Cronologia completa delle presenze e delle reti in nazionale ― Azerbaigian | Cronologia completa delle presenze e delle reti in nazionale ― Azerbaigian | Cronologia completa delle presenze e delle reti in nazionale ― Azerbaigian | Cronologia completa delle presenze e delle reti in nazionale ― Azerbaigian | Cronologia completa delle presenze e delle reti in nazionale ― Azerbaigian | Cronologia completa delle presenze e delle reti in nazionale ― Azerbaigian | Cronologia completa delle presenze e delle reti in nazionale ― Azerbaigian |
| Data                                                                       | Città                                                                      | In casa                                                                    | Risultato                                                                  | Ospiti                                                                     | Competizione                                                               | Reti                                                                       | Note                                                                       |
| -------------------------------------------------------------------------- | -------------------------------------------------------------------------- | -------------------------------------------------------------------------- | -------------------------------------------------------------------------- | -------------------------------------------------------------------------- | -------------------------------------------------------------------------- | -------------------------------------------------------------------------- | -------------------------------------------------------------------------- |
| 7-6-2015                                                                   | Sankt Pölten                                                               | Serbia                                                                     | 4 – 1                                                                      | Azerbaigian                                                                | Amichevole                                                                 | -                                                                          | 46’                                                                        |
| 12-6-2015                                                                  | Oslo                                                                       | Norvegia                                                                   | 0 – 0                                                                      | Azerbaigian                                                                | Qual. Euro 2016                                                            | -                                                                          | 93’                                                                        |
| 3-9-2015                                                                   | Baku                                                                       | Azerbaigian                                                                | 0 – 0                                                                      | Croazia                                                                    | Qual. Euro 2016                                                            | -                                                                          | 63’                                                                        |
| Totale                                                                     |                                                                            | Presenze                                                                   | 3                                                                          |                                                                            | Reti                                                                       | 0                                                                          |                                                                            |